# Staropruske velike lože
Staropruske velike lože (njem. Altpreußische Großlogen) zajednički je pojam koji uključuje tri slobodnozidarske velike lože sa sjedištem u Berlinu, u Njemačkoj, koje su utemeljene tijekom 18. stoljeća.
- Velika nacionalna matična loža "Tri globusa" osnovana je 1740. godine.
- Velika državna loža Njemačke osnovana je 1770. godine.
- Velika loža Pruske "Royal York" osnovana je 1798. godine.

Velika loža "Tri globusa" i Velika državna loža danas su članice saveza Ujedinjenih velikih loža Njemačke, regularne velike lože priznate od Ujedinjene velike lože Engleske. A Velika loža Pruske danas djeluje kao savez četiriju izvornih loža u Berlinu pod okriljem Velike lože d.p.s.z. Njemačke, još jedne članice Ujedinjenih velikih loža Njemačke.
Ove tri velike lože razlikuju od ostalih njemačkih velikih loža po svom povijesnom podrijetlu, koje je usko vezano uz Berlin i Prusku, po načinu rada koji iznad triju osnovnih stupnjeva postavlja visoke stupnjeve, te po specifičnom načinu poučavanja koji odbacuje tzv. Stare dužnosti i duboko je ukorijenjen u kršćanstvu. Zbog toga su sve tri velike lože do 1935. primale u članstvo isključivo osobe koje su ispovijedale neku od kršćanskih vjera. Kršćanski karakter bio je osobito naglašen u Velikoj državnoj loži Njemačke, koja se smatrala i kršćanskim viteškim redom.

## Vanjske poveznice
- Velika loža "Tri globusa"
- Velika državna loža
- Velika loža Pruske "Royal York"